# En sjöman i frack
En sjöman i frack är en svensk svartvit komedifilm från 1942 i regi av Ragnar Arvedson.

## Handling
Styrman Karlsson kommer till Stockholm och väl där tar en massa personer honom för en annan person och verkar känna honom, till hans stora förvåning.

## Om filmen
Premiärvisning i ett antal svenska städer den 23 februari 1942. Filmen har visats vid ett flertal tillfällen på TV3 samt i SVT, bland annat i april 2019.

## Rollista i urval
- Adolf Jahr – styrman Fritiof Karlsson/Allan Linde, filmskådespelare
- Karin Nordgren – Sonja Brink, filmskådespelerska
- Gösta Cederlund – Carlos Haller, spionligans chef
- Marianne Aminoff – Madeleine Haller
- Marianne Löfgren – Belle Pallin, filmskådespelerska
- Stig Järrel – Petréus, professor och psykiater
- Carl Hagman – B.Å.G. Jansson, direktör på Starfilm
- Einar Axelsson – Tallén, filmregissör
- Rune Carlsten – Max, medlem i ligan
- Olof Widgren – Louis, medlem i ligan
- Åke Grönberg – Alling, medlem i ligan
- Bror Bügler – Borg, medlem i ligan
- Georg Funkquist – Anton, Lindes betjänt
- Ernst Brunman – Konradsson, assistent hos professorn
- Carl-Gunnar Wingård – Sverker Hjalte, manuskriptförfattaren
- Ruth Stevens – Gina, medlem i ligan
- Agda Helin – damen på utställningen Hemmet i beredskap
- Ragnar Widestedt – polisintendenten
- Torsten Hillberg – Mollberg, medlem i ligan
- Åke Claesson – fartygskaptenen
- Bellan Roos – hembiträdet på balkongen
- Ruth Weijden – blomförsäljerskan
- Åke Engfeldt – journalisten